# Jacques Benoit (biologiste)
Pour les articles homonymes, voir Jacques Benoit et Benoit.
Jacques Marie Benoit, né le 26 février 1896 à Nancy et mort à 1er décembre 1982 à Neuilly-sur-Seine, est un médecin et biologiste français. Professeur au Collège de France, spécialiste en endocrinologie animale, il est considéré comme l'un des pionniers de la neuroendocrinologie.

## Aperçu biographique
Il est le petit-fils de Charles Benoit (1815-1898), doyen à la Faculté des Lettres de Nancy. Très tôt intéressé par la recherche, il procède à la photographie de ses préparations histologiques qui attirent l'attention de Pol Bouin, alors professeur d'histologie à la Faculté de médecine de Nancy. Celui-ci l'invite à travailler dans son laboratoire et l'incite à entreprendre des études médicales. Étudiant en médecine, il est le condisciple de Robert Courrier. À l'appel du doyen Weiss, le maître et ses élèves rejoindront la Faculté de médecine de Strasbourg après la Grande Guerre durant laquelle il sera blessé. Engagé volontaire dès août 1914, il est décoré de la Croix du Combattant Volontaire et de la Croix de la Légion d’Honneur à titre militaire.
En 1925, il est docteur en médecine, préparateur d'histologie puis chef de travaux à la Faculté de médecine. Il est docteur ès sciences en 1929 puis agrégé d'histologie et d'embryologie l'année suivante. En 1938-1939, il est boursier de la Fondation Rockefeller à l'Université de Yale. Entre 1939 et 1946, il occupe la chaire d'histologie et d'embryologie de la Faculté de médecine d'Alger. De retour dans la métropole, il est nommé professeur d'embryologie à la Faculté de médecine de Strasbourg. Entre 1952 et 1966, il est professeur d'histophysiologie au Collège de France.

## Travaux
Ses recherches le mènent vers les découvertes de mécanismes physiologiques fondamentaux dans la biologie de la reproduction, la photobiologie et la neuroendocrinologie :
1. le déterminisme sexuel hormonal dans la différentiation des gonades, en démontrant l'orientation bisexuelle potentielle des glandes sexuelles des oiseaux (indépendamment du sexe génétique).
2. la production de testostérone par les cellules interstitielles du testicule.
3. la différentiation des ostéoblastes sous le contrôle des œstrogènes avant la ponte chez l'oiseau.
4. l'action de la lumière sur la sexualité du canard domestique : le réflexe photo-sexuel. Il met en évidence l’existence de photorécepteurs non rétiniens.
5. la commande neurohumorale de l'activité hypophysaire, en établissant le lien vasculaire entre l'hypothalamus et l'hypophyse.

## Distinctions
Il est membre de près de vingt-quatre sociétés savantes étrangères. 
- Membre de la Société de neuro-endocrinologie expérimentale (fondateur, président) et de l'International Society for Cell Biology (président)
- Membre de la Commission de biologie cellulaire au CNRS (président)
- Membre de l'Académie nationale de Médecine (1957), de l'Académie des sciences (section de biologie animale et végétale (1977), de l'Académie royale des sciences, des lettres et des beaux-arts de Belgique (Bruxelles) et de la New York Academy of Sciences.
- Commandeur de la Légion d'honneur.
- Commandeur dans l'Ordre des palmes académiques.

## Œuvres et publications
- Sur les cellules interstitielles du testicule du coq domestique : évolution et structure, Paris, Masson, 1922.
- Recherches anatomiques, cytologiques et histophysiologiques sur les voies excrétrices du testicules chez les mammifères, [Thèse de médecine], 1925.
- Le déterminisme des caractères sexuels secondaires du coq domestique, [Thèse de sciences], 1929.
- « L'inversion expérimentale du sexe chez la poule déterminée par l'ablation de l'ovaire gauche », Archives de zoologie expérimentale et générale, 1932, 73, p. 1-112,lire en ligne sur Gallica
- « Démonstration de l'inversion expérimentale du sexe chez la poule », Revue suisse de zoologie, 1932.
- L'Ovaire, organe élaborateur des hormones sexuelles femelles. Les hormones sexuelles chez les intersexués, Paris, Hermann , 1935.
- Le testicule, organe élaborateur de l'hormone sexuelle mâle, Paris, Hermann, 1935.
- Activation par l'éclairements artificiel des glandes génitales des deux sexes chez le canard domestique au repos sexuel, Lille, impr. Douriez-Bataille , 1936.
- « Thyroïde et croissance testiculaire chez le canard domestique », Comptes rendus de la Société de biologie, 1937.
- Titres et travaux scientifiques, Haguenau,  Imprimerie E. Dietz, 1938, Texte intégral en ligne.
- (en) « External and internal factors in sexual activity : effect of irradiation with different wave-lengths on the mechanisms of photostimulation of the hypophyisis and on testicular growth in the immature duck », avec L. Ott, Journal of Biology and medicine, Yale, 1944.
- « Glandes endocrines » in Traité de zoologie par Pierre-Paul Grassé et Max Aron, 1950 (1ère édition).
- Mesure photoélectrique de la pénétration transorbitaire des radiations visibles jusqu'au cerveau, chez le canard domestique, en collaboration avec Ivan Assenmacher et Ladislav Tauc, Paris, Gauthier-Villars, 1954.
- « Radiations lumineuses et activité sexuelle du canard. Histoire d'une recherche », Revue suisse de zoologie, 1957, 64:577-587, Texte intégral en ligne.
- « Modifications de caractères morphologiques par injection d'extraits riches en ADN chez le canard Pékin », Bulletin biologique de France et de Belgique, 1970.
- « Rôle de l’œil dans la gonadostimulation par la lumière chez les oiseaux », Année biologique, 1973.
- « Mes recherches en neuroendocrinologie. Étude du réflexe photosexuel chez le canard domestique », in J. Meites, B. T. Donovan et S. M. Mac Cann éd., Pioneers in neuro-endocrinology, 1974.